# Черная (приток Сунжи)
Черная (устар. Большой Шаудон, чечен. Доккха-Шовда) — река в России, протекает по Шалинскому и Гудермесскому районам Чеченской Республики. Длина реки составляет 22 км.
Начинается восточнее села Мескер-Юрт. Течёт в северном направлении, сначала по открытой местности, затем, в среднем и нижнем течении, через дубово-ясеневый лес. Протекает по западной окраине селе Джалка. Впадает в Сунжу. Ранее впадала в Малый Шаудон, до этого — в Джалку.

## Данные водного реестра
По данным государственного водного реестра России относится к Западно-Каспийскому бассейновому округу, водохозяйственный участок реки — Сунжа от впадения реки Аргун и до устья. Речной бассейн реки — Реки бассейна Каспийского моря междуречья Терека и Волги.
Код объекта в государственном водном реестре — 07020001312108200006210.